# Missouris
Pour les articles homonymes, voir Missouri.
Les Missouris ou Missourias sont un peuple amérindien originaire de la région des Grands Lacs des États-Unis avant le contact avec les Européens.
Au cours du XIXe siècle, ils se sont regroupés avec les Otos.